# Гаглоев, Фёдор Иванович
Фёдор Иванович Гаглоев (род. 26 сентября 1966, Орджоникидзе) — советский и российский футболист, мастер спорта СССР. Дольше всего играл на позиции полузащитника и нападающего в клубах «Спартак» (Орджоникидзе) и «Динамо» (Ставрополь). В юности считался талантливым и перспективным футболистом. Работая тренером, оказывался в центре многочисленных скандалов.

## Биография

### Карьера игрока
Воспитанник СДЮШОР «Спартак» из Орджоникидзе, первыми тренерами были Дзарданов и Горохов. В 1985—1986 проходил службу в московском «Динамо».
В 1993 году был одним из лучших диспетчеров по версии газеты «Спорт-Экспресс».

### Карьера тренера
После завершения игровой карьеры Гаглоев окончил Высшую школу тренеров, ещё через год стал главным тренером ставропольского «Динамо». К концу сезона «Динамо» вылетело из первой лиги, а тренер успел открыть нескольких перспективных игроков (Роман Павлюченко и Ренат Дубинский). В 2001 полгода проработал вице-президентом ФК «Волочанин» из второго дивизиона. Затем Гаглоев становится вице-президентом и главным тренером тверского клуба «Ратмир» из зоны «Золотое Кольцо» КФК, который к этому моменту лидировал с отрывом в 5—6 очков. С Гаглоевым клуб окончил сезон на втором месте, пропустив во второй дивизион ФК БСК, на следующий сезон он сделал ставку на иногородних футболистов, и клуб после многочисленных скандалов (сам Гаглоев за «физическое воздействие на арбитра» был отстранён от руководства на 10 игр) занял первое место, но за нарушения регламента с клуба было снято 28 очков, и «Ратмир» переместился на 7 место.
23 декабря 2014 года был назначен главным тренером ФК «Орёл». В 2015 году распоряжением губернатора Орловской области Вадима Потомского был назначен генеральным директором ФК «Орел». 15 апреля 2015 года после череды был скандалов отстранён ото всех должностей в ФК «Орёл». Заявление об отставке Гаглоевым было написано по собственному желанию, но с подачи правительства Орловской области.
В январе 2016 года был назначен главным тренером владикавказской «Алании». Был отправлен в отставку (уволен за «прогул»), после того как отказался ехать сам (и сагитировал футболистов) на выездной матч против новочеркасского «МИТОСа» на автобусе.